# Pentagraf
Pentagraf (del grec antic πέντε, pénte, 'cinc' i grec antic: πέντε, gráphō, 'escric') és una combinació de cinc lletres, utilitzades per representar un so (fonema) o una combinació de sons, que no corresponen al so d'algunes lletres. Per exemple, en alemany el pentagraf tzsch representa el so /tʃ/. Irlandès té una sèrie de pentagrafs, mentre que el català, anglès, castellà o rus, igual que en la majoria de llengües, no n'hi ha.